# Shopsys
Shopsys s.r.o. (dříve netdevelo s.r.o.) je česká firma se sídlem v Ostravě vyvíjející eshopy. V roce 2003 ji založil žák střední školy Petr Svoboda.

## Historie
Shopsys byl založen Petrem Svobodou v roce 2003. V roce 2016 investoval do Shopsysu Ondřej Fryc 7,5 milionu Kč. Dalších 7,5 milionu investovala společnost Incomming Ventures. V létě 2018 investoval Ondřej Fryc dalších 10 milionů Kč skrze svou investiční firmu Reflex Capital, za což získal pětiprocentní podíl v Shopsysu. V tu dobu používalo open source produkt Shopsys Framework dvacet obchodů, mezi nimi například Knihy.cz.